# Влакът беглец
„Влакът беглец“ (на английски: Runaway Train) е американски филм от 1985 година на режисьора Андрей Кончаловски по сценарий на Джордже Миличевич, Пол Зиндел и Едуард Бънкър, базиран на по-ранен нереализиран сценарий на Акира Куросава.

## Сюжет
Внимание:  Текстът по-долу разкрива сюжета на произведението (или части от него)!
Двама избягали затворници в Аляска крадат служебен влак състоящ се от скачени локомотиви с повредени спирачки. Машиниста не успява да спре напълно влака понеже получава сърдечен удар и умира още когато скоростта е малка.  Влака се удря в крайната част на насрещно движещ се товарен влак, който след диспечерско нареждане се отклонява в съседния свободен коловоз много бавно, при който силен удар помощник-машиниста на влака без спирачки се събужда и успява да разкачи водещия локомотив, който видимо се изгубва в снежната вихрушка движейки се по линия, която не се съединява с никаква друга линия.

## Актьорски състав
- Джон Войт – Манни
- Ерик Робъртс – Бък
- Ребека де Морни – Сара

## Награди
Има три номинации за „Оскар“: за главна мъжка роля (Джон Войт), за поддържаща мъжка роля (Ерик Робъртс) и за монтаж (Хенри Ричардсън). Кончаловски е номиниран за „Златна палма“ на филмовия фестивал в Кан. Джон Войт печели „Златен глобус“ за актьор в драматичен филм, а „Влакът беглец“ е номиниран за „Златен глобус“ за драматичен филм и за поддържаща роля в драматичен филм (Ерик Робъртс).

## Реплики
- Сара: „Ти си животно!“
Манни: „Не, още по-лошо! Аз съм човек! Човек!!“
- Ранкин: „Страхуваш се да умреш колкото всеки друг се страхува, но аз няма да те пусна на свобода. Чуваш ли?!“
Манни: „Ранкин – аз съм свободен. Аз съм СВОБОДЕН.“
- Манни: „Дали губя ... дали печеля ... – има ли разлика?!“
- Ранкин: „Боже – не го убивай. Нека аз сторя това .“

## Български дублаж
| Озвучаващи артисти | Таня Димитрова Георги Георгиев – Гого Васил Бинев Борис Чернев |
| Преводач           | Йорданка Василева                                              |
| Тонрежисьор        | Димитър Кръстев                                                |

## Други
- Ерик Робъртс тренира няколко месеца преди снимките, за да качи 15 кг.
- Пилотът на хеликоптер Ричард Холи (Richard Holley 1945-1985) загива при катастрофа по време на снимките. Филмът е в негова памет.
- Джон Войт предлага героят му да има мустаци, след като гледа „Scared Straight!“ (1978), документален филм за затворници.
- За да се подготви за ролята си на Манни, Джон Войт прекарва известно време със затворници от затвора „Сан Куентин“. Години след това той поддържа връзка с някои от тях.